# 오학초등학교
오학초등학교는 대한민국 경기도 여주시에 있는 공립 초등학교이다.

## 학교 연혁
- 1958. 10. 06 북내초등학교 오학분실로 개교(2학급)
- 1959. 03. 05 북내초등학교 오학분교장 인가(3학급)
- 1964. 03. 02 오학초등학교 인가(11학급)
- 1964. 07. 01 초대 교장 조한주 부임
- 1990. 02. 11 특수학급 인가(1학급)
- 1996. 03. 01 오학초등학교로 교명 개칭
- 1998. 03. 01 오학초등학교 병설유치원 인가(2학급)
- 2000. 04. 07 일반교실 4실, 유치원교실 2실, 화장실 2실 증축
- 2001. 09. 30 신관 4층 교실 증축
- 2003. 04. 23 다목적실(강당) 준공
- 2004. 12. 26 특별실 6실 증축
- 2010. 01. 05 신축교실 1동 준공
- 2010. 03. 01 경기도 혁신학교 지정(~2014.02.28)
- 2014. 03. 01 제14대 교장 황대섭 부임
- 2014. 03. 01 경기도 혁신학교 재지정(2014.03.01~2018.02.28)
- 2015. 02. 13 제51회 졸업(졸업생 수 78명, 졸업생 누계 5,565명)
- 2015. 03. 01 초등 24학급, 특수반 1학급, 유치원 3학급, 유치원 특수반 1학급 편성